# 出町豊
出町 豊（でまち ゆたか、1935年2月17日 - ）は、日本の元バレーボール選手で銅メダリスト。のちに日本リーグ監督。

## 人物・略歴
明治大学卒業。ポジションはセッター。
1964年東京オリンピック・バレーボールではキャプテンを務め、猫田勝敏と対角を組んでツーセッターとして活躍した（銅メダルを獲得）。